# 洪性
洪性（1431年—？），字萬善，湖廣長沙府攸縣人，明朝政治人物。進士出身。

## 生平
湖廣鄉試第二十九名。天順八年（1464年）甲申科會試第二百三十七名，殿試登進士第三甲第一百二十五名。

## 家族
曾祖洪原敬。祖父洪德佐。父亲洪興邦。